# 梗河增五
牧夫座34，又名BD+27 2413，HD 129712、SAO 83488、HR 5490，是牧夫座的一颗恒星，视星等为4.81，位于銀經38，銀緯65.06，其B1900.0坐标为赤經14h 39m 1.6s，赤緯+26° 65.06′ 10″。